# ОШ „Иван Горан Ковачић” Мркоњић Град
ОШ „ Иван Горан Ковачић” је једна од основних школа на подручју општине Мркоњић Град. Налази се на адреси Његошева 15, у Мркоњић Граду. Име је добила по Ивану Горану Ковачићу хрватском и југословенском пјеснику, приповједачу, есејисти, критичару, партизану и учеснику Народноослободилачке борбе.

## Историјат
Како се број ученика у јединој постојећој школи у Мркоњић Граду (ОШ “Петар Кочић“) из године у годину повећавао, указала се потреба за изградњом још једне основне школе на нивоу града. Послије проведене јавне расправе Скупштина Општине Мркоњић Град донијела је Одлуку о изградњи зграде нове основне школе. На Дан комуне, 28. августа, 1980. године, на парцели Хисети у Мркоњић Граду постављен је камен темељац за нову основну школу, а недуго затим отпочела је и изградња. Радове је изводила грађевинска радна организација “Градња“ Мркоњић Град. Радови су трајали двије године, па је опет поводом Дана комуне, 28. августа 1982. године, свечано отворена новоизграђена ОШ “ЗАВНОБИХ“. Свечану врпцу је пресјекла Митра Цана Костић, заслужна учитељица. Нешто прије тога, на референдуму од 23. јуна 1982. године, радници ООУР ОШ “Петар Кочић“ Мркоњић Град изјаснили су се о оснивању нове организације, па је у вези с тим 26. јуна 1982. године донесена Одлука о организовању ООУР ОШ “ЗАВНОБИХ“ Мркоњић Град (у Његошевој улици бб). Припремајући се за отпочињање рада у новој школи, извршена је територијална подјела дотадашњег школског подручја на нивоу града, а овој школи је припало и подручје мјесне заједнице Шеховци, Густовара и Подбрдо. На сједници Наставничког вијећа ОШ “Петар Кочић“, одржаној 21. августа 1982. године, извршена је подјела наставничког особља између двије школе. Седамнаест наставника предметне наставе распоређено је у матичну школу “ЗАВНОБИХ“, од тога је седам наставника допуњавало норму у подручној осморазредној школи у Шеховцима, а у истој школи су распоређена још четири наставника предметне наставе на пуну норму. У матичној школи је радило осам учитеља, у подручној школи у Шеховцима два учитеља и у подручној школи у Тријебову и у Сурјану по један учитељ. У матичној школи је један учитељ изводио наставу у специјалном одјељењу. Први директор ОШ “ЗАВНОБИХ“ Мркоњић Град био је Муамер Мемић, наставник разредне наставе. Први раднички савјет ООУР ОШ “ЗАВНОБИХ“ конституисан је 25. новембра 1982. године, а за првог предсједника је изабрана учитељица Зора Арежина. Иако је зграда школе свечано предата на употребу, због недовршених радова, у новој згради није отпочео рад у септембру 1982. године, па су ученици V-VIII разреда смјештени у учионице некадашње Гимназије у Мркоњић Граду, а ученици нижих разреда (I-IV) и специјалног одјељења остали су у згради ОШ “Петар Кочић“. Тек у септембру 1983. године, почетком школске 1983/1884. године отпочиње рад у новој школској згради. Од те године почињу са радом школска кухиња и библиотека у посебно намјењеном простору за те сврхе. Исте године на почетку рада у новој школској згради, појавио се проблем мањка простора па су ученици од I-III разреда распоређени у учионице некадашње гимназије, које су у истој улици и у непосредној близини нове школске зграде. До 1. септембра 1991. године школа је носила назив ОШ „ЗАВНОБиХ“, а тада је промијенила име у ОШ „Иван Горан Ковачић“ у част великог југословенског писца и револуционара који је погинуо 1943. године. Школу тренутно похађа 570 ученика распоређених у 25 чистих одјељења и једном комбинованом одјељењу у селу Шеховци. У овој школској години у ЈУ ОШ „Иван Горан Ковачић“ ради укупно 61 радник, од чега је 44 наставника и 17 ваннаставних радника. Настава се одвија у двије одвојене зграде у Мркоњић Граду и једној згради у Шеховцима.